# James Steen
James J. Steen (ur. 19 listopada 1876, zm. 25 czerwca 1949 w Nowym Jorku) – amerykański piłkarz wodny, medalista olimpijski z Letnich Igrzysk 1904 w Saint Louis.
Razem z klubem New York Athletic Club zdobył złoty medal w turnieju piłki wodnej.
Brał udział w wojnie amerykańsko-hiszpańskiej.